# Bazoges-en-Paillers
Bazoges-en-Paillers là một xã ở tỉnh Vendée trong vùng Pays de la Loire, Pháp. Xã này có diện tích 11,45 kilômét vuông, dân số năm 2006 là 966 người. Xã này nằm ở khu vực có độ cao trung bình 80 mét trên mực nước biển.
Danh xưng dân địa phương trong tiếng Pháp là Bazogeais.

## Biến động dân số
| Năm | 1962 | 1968 | 1975 | 1982 | 1990 | 1999 | 2006 | 2009       |
| --- | ---- | ---- | ---- | ---- | ---- | ---- | ---- | ---------- |
| Dân số | 771  | 772  | 760  | 793  | 826  | 854  | 944  | 981 (est.) |
| From the year 1962 on: No double counting—residents of multiple communes (e.g. students and military personnel) are counted only once. |      |      |      |      |      |      |      |            |